# Pampilhosa (Mealhada)
Pour les articles homonymes, voir Pampilhosa.
Pampilhosa est une paroisse civile portugaise (en portugais : freguesia) de la municipalité de Mealhada dans le district d'Aveiro. Elle est parfois appelée Pampilhosa do Botão, en référence à la paroisse limitrophe de Botão, pour se différencier de Pampilhosa da Serra.

## Démographie
Lors du recensement de 2021, Pampilhosa compte 3 858 habitants. C'est alors la deuxième paroisse la plus peuplée de la municipalité de Mealhada, derrière Mealhada, Ventosa do Bairro e Antes (6 373 habitants).